# Milan Begović
Milan Begović (Verlicca, 19 gennaio 1876 – Zagabria, 13 maggio 1948) è stato un poeta, scrittore e drammaturgo croato.

## Biografia

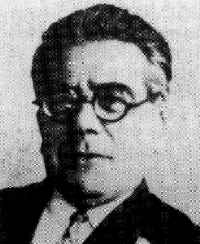
Milan Begović circa nel 1948

Milan Begović nacque a Verlicca il 19 gennaio 1876.
Dopo aver frequentato il ginnasio di Spalato, si iscrisse all'università di Zagabria, dove studiò scienze naturali, a Vienna e in Italia discipline umanistiche. Si laureò a Vienna nel 1903.
Drammaturgo ad Amburgo al Deutsches Schauspielhaus nel 1909 e dal 1912 al 1915, drammaturgo e regista alla Neue Wiener Bühne di Vienna nel 1915, fu arruolato fino al 1919  nel servizio militare. Dal 1920 a Zagabria insegnò presso l'Accademia di recitazione e scrisse critiche teatrali collaborando con le riviste Novosti e Večer. Dal 1927, diresse il Teatro nazionale croato di Zagabria, anche se venne allontanato dall'incarico a causa di scelte artistiche non condivise dall'autorità politica.
Come poeta lirico si mise in evidenza con Il libro Boccadoro (Knjiga Boccadoro, 1900) e contribuì al rinnovamento, tematico e ritmico, della poesia croata, inaugurando la fase modernistica, cantando con parole e toni nuovi, sinceri e appassionati, il suo amore per una donna di fantasia, simbolo di tutti i suoi desideri;tra le altre raccolte poetiche si ricordano La vita per lo zar (Život za cara, 1904) incentrata sullo spirito antimilitarista, Fonte (Vrelo, 1912) e Poesie scelte (Izabrane pjesme, 1925), liriche amorose; come scrittore drammatico si distinse con Volo nuziale (Svadbeni let, 1922), L'uomo di Dio (Božji čoviek, 1924), L'avventuriero davanti alla porta (Pustolov pred vratima, 1926), Senza il terzo (Bez trećega, 1937) che ottennero successi anche all'estero, grazie alla modernità dei temi, soprattutto quelli riguardanti le relazioni amorose e il carattere delle donne, e all'abilità scenica. Si caratterizzò per i drammi ispirati dalla miscela di fantasia e realtà, con l'approfondimento del subconscio, dell'irrealtà, dei temi archetipici di Ulisse e Penelope (L'avventuriero davanti alla porta), ma anche per i drammi realistici sulla sua regione natale, Stana Biučića (1909) e per quelli mistico-religiosi, Un uomo di Dio ( Božji čovjek, 1924).
Meno importante la sua opera di narratore, Quartetto (Kvartet, 1936), I fantasmi nel castello (Sablasti u dvorcu, 1952), intrisa di tematica erotica.
Molte delle sue opere sono state tradotte e pubblicate in bulgaro, ceco, inglese, esperanto, ungherese, tedesco, polacco, slovacco e italiano, e le sue opere sono state rappresentate in più paesi.
Ricevette l'influenza di Gabriele D'Annunzio, di Luigi Pirandello, di Henrik Ibsen e di Sigmund Freud.
Risultò un prolifico traduttore di numerosi scrittori, tra i quali: Giosuè Carducci,  Gabriele D'Annunzio, Johann Wolfgang von Goethe e Heinrich Heine, Carlo Goldoni, Pedro Calderón de la Barca, Friedrich Schiller, Heinrich von Kleist, Franz Grillparzer, Hugo von Hofmannsthal, Henrik Ibsen, Oscar Wilde, Maurice Maeterlinck, Luigi Pirandello.

## Opere

### Poesie
- Il libro Boccadoro (Knjiga Boccadoro, 1900);
- La vita per lo zar (Život za cara, 1904);
- Fonte (Vrelo, 1912);
- Poesie scelte (Izabrane pjesme, 1925).

### Drammaturgia
- Volo nuziale (Svadbeni let, 1922);
- L'uomo di Dio (Božji čoviek, 1924);
- L'avventuriero davanti alla porta (Pustolov pred vratima, 1926);
- Senza il terzo (Bez trećega, 1937).

### Romanzi
- Quartetto (Kvartet, 1936);
- I fantasmi nel castello (Sablasti u dvorcu, 1952).